# Norra Liksjötjärnen
Norra Liksjötjärnen är en sjö i Torsby kommun i Värmland och ingår i Göta älvs huvudavrinningsområde. Sjön är 13 meter djup, har en yta på 0,0675 kvadratkilometer och befinner sig 438,4 meter över havet. Vid provfiske har abborre och gädda fångats i sjön.

## Delavrinningsområde
Norra Liksjötjärnen ingår i det delavrinningsområde (673468-134965) som SMHI kallar för Utloppet av Södra Liksjön. Medelhöjden är 498 meter över havet och ytan är 25,83 kvadratkilometer. Det finns inga avrinningsområden uppströms utan avrinningsområdet är högsta punkten. Tvärlikan som avvattnar avrinningsområdet har biflödesordning 3, vilket innebär att vattnet flödar genom totalt 3 vattendrag innan det når havet efter 447 kilometer. Avrinningsområdet består mestadels av skog (77 procent) och sankmarker (18 procent). Avrinningsområdet har 0,77 kvadratkilometer vattenytor vilket ger det en sjöprocent på 3 procent.